# Liste der Monuments historiques in La Bollène-Vésubie
Die Liste der Monuments historiques in La Bollène-Vésubie führt die Monuments historiques in der französischen Gemeinde La Bollène-Vésubie auf.

## Liste der Objekte
| Bezeichnung          | Beschreibung              | Standort             | Kennzeichnung | Schutzstatus | Datum | Bild |
| -------------------- | ------------------------- | -------------------- | ------------- | ------------ | ----- | ---- |
| Gemälde Christuskopf | auf Holz, 16. Jahrhundert | in der Kirche (Lage) | PM06000059    | Classé       | 1910  |      |